# Zdeněk Zemek
Zdeněk Zemek (* 13. července 1951) je český podnikatel, majitel ocelářského holdingu Z-Group. Podniká také v autobusové dopravě (skupina ČSAD Invest) a je vlastníkem fotbalového klubu 1. FC Slovácko.

## Obvinění z podvodu
Státní zástupce jej v červnu 2018 obžaloval z podvodu. Podle obžaloby měl údajně Zemek s pomocí falešných revizních zpráv a předávacích protokolů získat licenci k provozu solární elektrárny v Chomutově těsně před koncem roku 2010, aby si zajistil vyšší výkupní ceny elektřiny.